# Ligne de Dreux à Saint-Aubin-du-Vieil-Évreux
La ligne de Dreux à Saint-Aubin-du-Vieil-Évreux est une ancienne ligne de chemin de fer française à écartement standard des régions Centre-Val de Loire et Normandie qui reliait Dreux, en Eure-et-Loir, à Saint-Aubin-du-Vieil-Évreux, dans l'Eure.

## Histoire
Le tronçon de Dreux à Saint-Georges-Motel, partie d'un itinéraire d'Orléans à Rouen, est concédée par une convention signée le 26 février 1868 entre le conseil général d'Eure-et-Loir et Messieurs Fresson, Gautray, et Vander Elst frères et Compagnie. Cette convention est approuvée par un décret impérial du 4 août 1869, qui déclare la ligne d'utilité publique à titre d'intérêt local.
La ligne de « la limite d'Eure-et-Loir (vers Saint-Georges) à Évreux par Saint-André » est concédée à la Compagnie du chemin de fer d'Orléans à Rouen par une convention signée le 6 novembre 1871 entre le préfet du département de l'Eure et la compagnie. Cette convention est approuvée le 8 août 1873 par un décret qui déclare la ligne d'utilité publique à titre d'intérêt local.
La ligne de « Chartres à Saint-Georges (limite de l'Eure) », dont la section de Dreux à Saint-Georges-Motel constitue une section, est incorporée dans le réseau d'intérêt général par une loi le 18 mai 1878. Cette même loi approuve la convention signée le 12 juin 1877 entre le syndic de faillite de la Compagnie du chemin de fer d'Orléans à Rouen et l'État pour le rachat de la ligne par ce dernier.
La section de Saint-Aubin-du-Vieil-Évreux à Saint-Georges-Motel est incorporée dans le réseau d'intérêt général par une loi du 31 juillet 1879. Elle est concédée à titre définitif par l'État à la Compagnie des chemins de fer de l'Ouest par une convention signée entre le ministre des Travaux publics et la compagnie le 17 juillet 1883. Cette convention est approuvée par une loi le 20 novembre suivant. Par cette même convention, l'État cède la ligne de Saint-Georges à Dreux.
La section de Saint-André-de-l'Eure à Saint-Aubin-du-Vieil-Évreux, dernière à avoir accueilli un trafic commercial, est fermée administrativement le 13 juillet 2022. L'aiguillage de raccordement avec la ligne de Cherbourg, situé à Saint-Aubin-du-Vieil-Évreux, a été démonté à l'été 2023.

## Voie verte
Une voie verte est aménagée de Saint-Georges-Motel à Bueil